# Суров (річка)
Суров — річка в Білорусі у Климовицькому й Костюковицькому районах Могильовської області. Права притока річки Беседь (басейн Дніпра).

## Опис
Довжина річки 49 км, площа басейну водозбіру 215 км² , середньорічний стік 1,1 м³/с . Формується притоками та безіменними струмками .

## Розташування
Бере початок на північній околиці села Завидовка. Тече переважно на південний захід і біля села Каничи впадає у річку Беседь, ліву притоку річки Сожу.